# Santa María Rivarredonda
Santa María Rivarredonda é um município da Espanha na província de Burgos, comunidade autónoma de Castela e Leão, de área 10,72 km² com população de 105 habitantes (2007) e densidade populacional de 11,19 hab/km².

## Demografia
| Variação demográfica do município entre 1991 e 2004 | Variação demográfica do município entre 1991 e 2004 | Variação demográfica do município entre 1991 e 2004 | Variação demográfica do município entre 1991 e 2004 |
| --------------------------------------------------- | --------------------------------------------------- | --------------------------------------------------- | --------------------------------------------------- |
| 1991                                                | 1996                                                | 2001                                                | 2004                                                |
| 139                                                 | 144                                                 | 119                                                 | 120                                                 |